# العلالقة
العلالقة قرية ليبية تتبع إداريا شعبية النقاط الخمس في شمال غرب ليبيا. يوجد بها «مرسى الكابوط» التاريخي أمام المدينة الأثرية، والذي نزلت به قوات جستنيان البيزنطية لتأديب المتمردين البرابرة، وقد تم تخريبه إثر الفتح الإسلامي لقطع خط الرجعة على فلول الصليبيين. ويوجد بها مرسى زواغة غرب المدينة الأثرية، ويستخدم الآن كمرفأ للصيادين. ويوجد مرافأ آخر شرق المدينة الأثرية، يسمى مرسى الوادي، ويوجد به مجموعة من الصيادين، وهو أكبر مراسي صبراتة وأقدمها.

## المكان
العلالقة موجودة فى منطقة إدارية اسمها صبراتة،